# Google Zeitgeist
Google Zeitgeist er navnet på en service stillet til rådighed af Google. Den viser de mest søgte ord i en given periode. Man kan søge på de mest søgte ord på uge-, måned- og årsbasis, og man kan søge på en række forskellige sprog, bl.a. dansk. Google Zeitgeist blev omkring 2008 lukket og erstattet af Google Trends.

## Ekstern henvisning
1. ↑  Google Zeitgeist Arkiveret 17. december 2019 hos  Wayback Machine  Jerri Collins på da.especira.com hentet 17. december 2019

- Zeitgeist

| Internet | Spire Denne internet-relaterede artikel er en spire som bør udbygges. Du er velkommen til at hjælpe Wikipedia ved at udvide den. |